# Parco nazionale di El Feija
Il parco nazionale di El Feija, istituito nel 1990, si trova nel nord-ovest della Tunisia, 17 chilometri ad ovest della città di Ghardimaou, 49 chilometri ad ovest della capitale provinciale Jendouba e 195 chilometri ad ovest della capitale Tunisi.
Soprattutto a causa della sua eccezionale biodiversità, il parco nazionale di El Feija è stato inserito già dal 2008 tra i siti candidati al riconoscimento di patrimonio mondiale dell'UNESCO.

## Storia
Le più antiche tracce umane nella regione risalgono a circa 10.000 anni fa, come dimostrano i ritrovamenti di frammenti di ossidiana e selce. Pitture e incisioni rupestri risalenti al periodo neolitico sono state rinvenute sulla rupe di Kef Negcha, alta 64 metri, dalla quale si gode un'ampia visuale sulla valle della Medjerda.
Anche alcune rovine numidiche, come fortezze e stazioni commerciali, testimoniano la presenza dell'uomo nell'area.
Nascosti nella foresta, esistono ancora i resti degli antichi accampamenti e delle fortificazioni erette dai combattenti algerini tra il 1960 e il 1962, tra cui il rifugio del loro capo, il colonnello Houari Boumédiène.

## Territorio
Situato ad un'altitudine compresa tra 550 e 1150 metri, il parco nazionale rappresenta il tipico paesaggio naturale della Crumiria, la regione più umida della Tunisia, dove si registra una piovosità media annua di 1200-1500 mm. Incorporata all'interno del sito, che ricopre una superficie complessiva di 2632 ettari, vi è una riserva integrale di 417 ettari destinata alla protezione del cervo berbero (Cervus elaphus barbarus), sottospecie di cervo endemica dell'Africa. Tale area, circondata da un recinto, fu istituita già nel 1966 appositamente per proteggere questo animale, la cui popolazione all'epoca era ormai ridotta a poche centinaia di esemplari e direttamente minacciata di estinzione.

## Flora
Il parco nazionale è coperto per il 90% da foreste. Tra le specie arboree prevalenti vi sono la quercia lusitana (Quercus faginea) e la quercia da sughero (Quercus suber). Sotto la loro copertura crescono circa 700 specie di vegetali, tra cui alcune forme endemiche e in via di estinzione. Tra esse figura una grande varietà di piante medicinali e aromatiche.

## Fauna

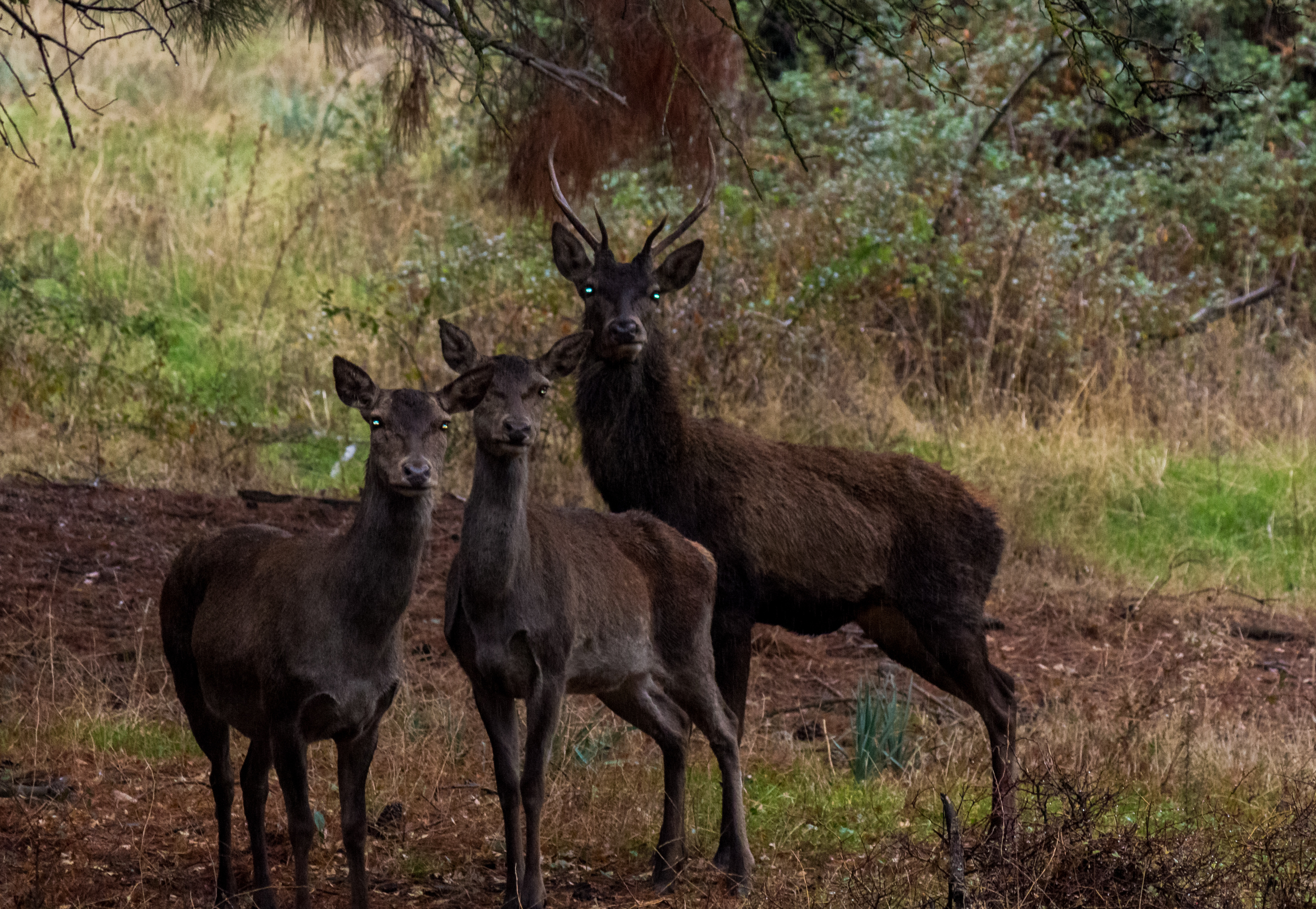
Cervo berbero (Cervus elaphus barbarus)

Oltre al già citato cervo berbero, sono presenti diverse specie di mammiferi, tra cui lo sciacallo grigio (Canis lupaster), la volpe rossa (Vulpes vulpes), l'istrice (Hystrix cristata) e il gatto selvatico africano (Felis lybica). Ci sono anche 25 specie di rettili e 70 specie di uccelli.